# Duffel
Duffel este o comună din regiunea Flandra din Belgia. Suprafața totală a comunei este de 22,71 km². La 1 ianuarie 2008 comuna avea 16.235 locuitori. 
Duffel se învecinează cu comunele Kontich, Lier, Lint, Rumst și Sint-Katelijne-Waver.

## Personalități născute aici
- Gilberte Verschaeren (cunoscută drept Kalinka, n. 1939), cântăreață, actriță.

1. ↑  Totale oppervlakte volgens het Kadasterregister, België, gewesten en provincies (în neerlandeză), Algemene Directie Statistiek[*]